# N. Gregory Mankiw
Nicholas Gregory Mankiw, detto Greg (Trenton, 3 febbraio 1958), è un economista e blogger statunitense.
Insegna economia alla Harvard University dal 1985. È stato consigliere economico del presidente statunitense George W. Bush dal 2003 al 2005. Le sue pubblicazioni sono state classificate al ventiduesimo posto delle più influenti, fra quelle degli oltre 18,000 economisti registrati.
Dal 2006 gestisce inoltre un blog rivolto agli studenti di Economia in cui analizza giornalmente dati e notizie di economia, politica e finanza.

## Opere (selezione)
- Macroeconomia, 2004
- Principi di microeconomia, 2007
- Principi di economia, 2007
- L'essenziale di economia, 2007